# Geberit
Geberit är en tillverkare av sanitetsprodukter med huvudkontor i Rapperswil i Schweiz.
Geberit grundades 1874 av Caspar Melchior Albert Gebert i Rapperswil i Schweiz. Nuvarande företagsnamn antogs 1953. 1964 lanserade företaget den första väggmonterade toalettstolen med dold cistern.
2015 gick Sanitec upp i Geberit.
Ifö och IDO ingår i Geberit.